# Steindattel
Die Steindattel (Lithophaga lithophaga), auch Meerdattel, Meeresdattel oder Dattelmuschel, ist eine in Kalkstein oder Korallenskeletten bohrende Muschel-Art aus der Familie der Miesmuscheln (Mytilidae).

## Merkmale
Das Gehäuse ist länglich mit nur schwach gewölbtem Dorsal- und Ventralrand. Sie werden bis etwa 95 mm lang (ausnahmsweise auch bis 110 mm), bei einer Höhe von etwa 32 mm; das ergibt einen Längen-Breiten-Index von etwa 2,9. Das Vorderende ist gut gerundet, das ebenfalls gerundete Hinterende ist leicht abgestutzt. Die Gehäuse sind vorne bauchig und nach hinten seitlich abgeflacht. Die Wirbel sitzen nahe dem Vorderende. Die Oberfläche ist weitgehend glatt, nur mit Anwachsstreifen bedeckt, die allerdings manchmal recht grob sein können. Die Schale ist vergleichsweise dünn; außen gelblich bis bräunlich gefärbt, innen weißlich-irisierend mit einem violettrosafarbenen Anflug. Das Schloss ist zahnlos. Die Art ist getrenntgeschlechtlich. Die Eier und Spermien werden ins freie Wasser abgegeben.
Rechte und linke Klappe des gleichen Tieres:

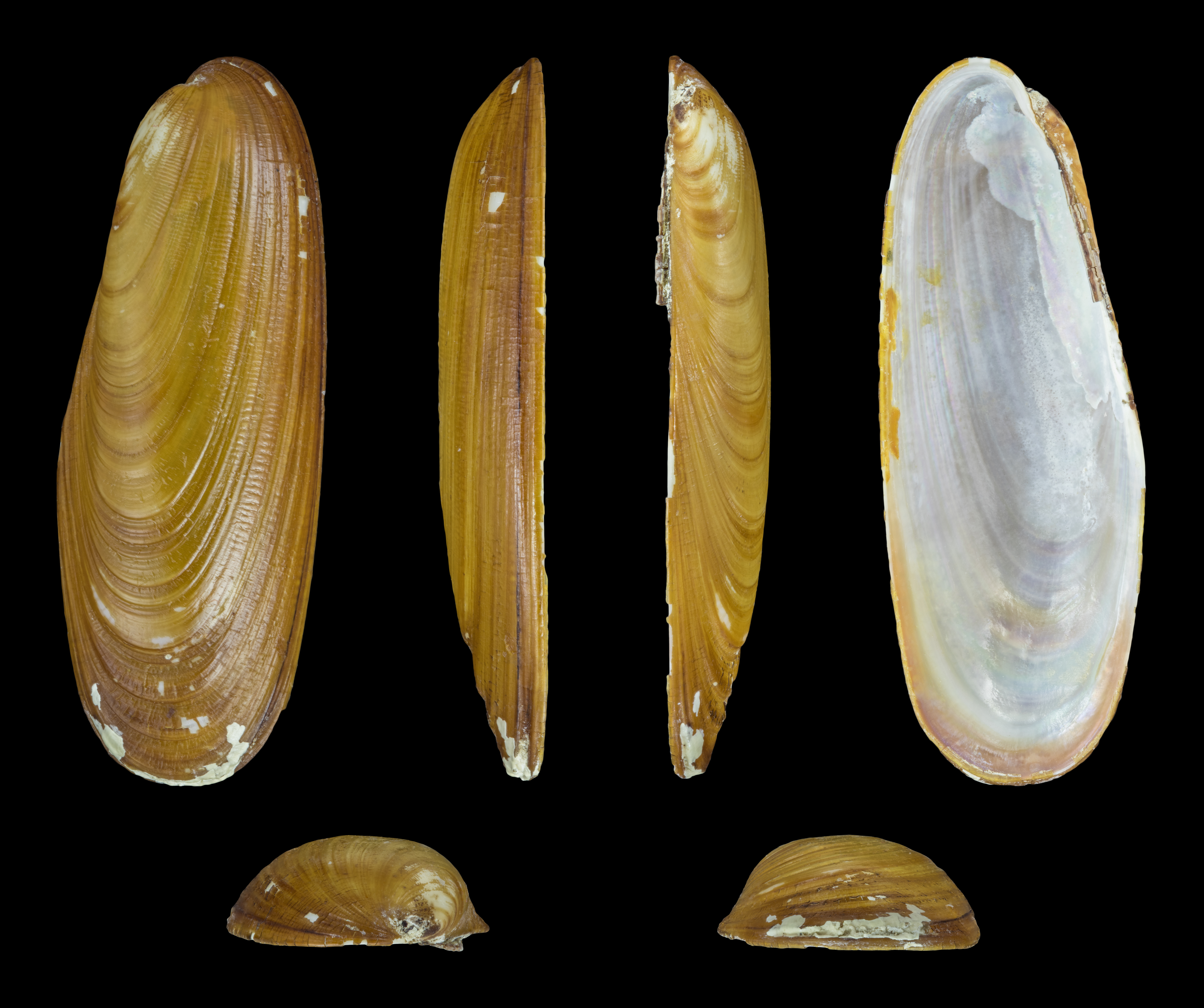
Rechte Klappe
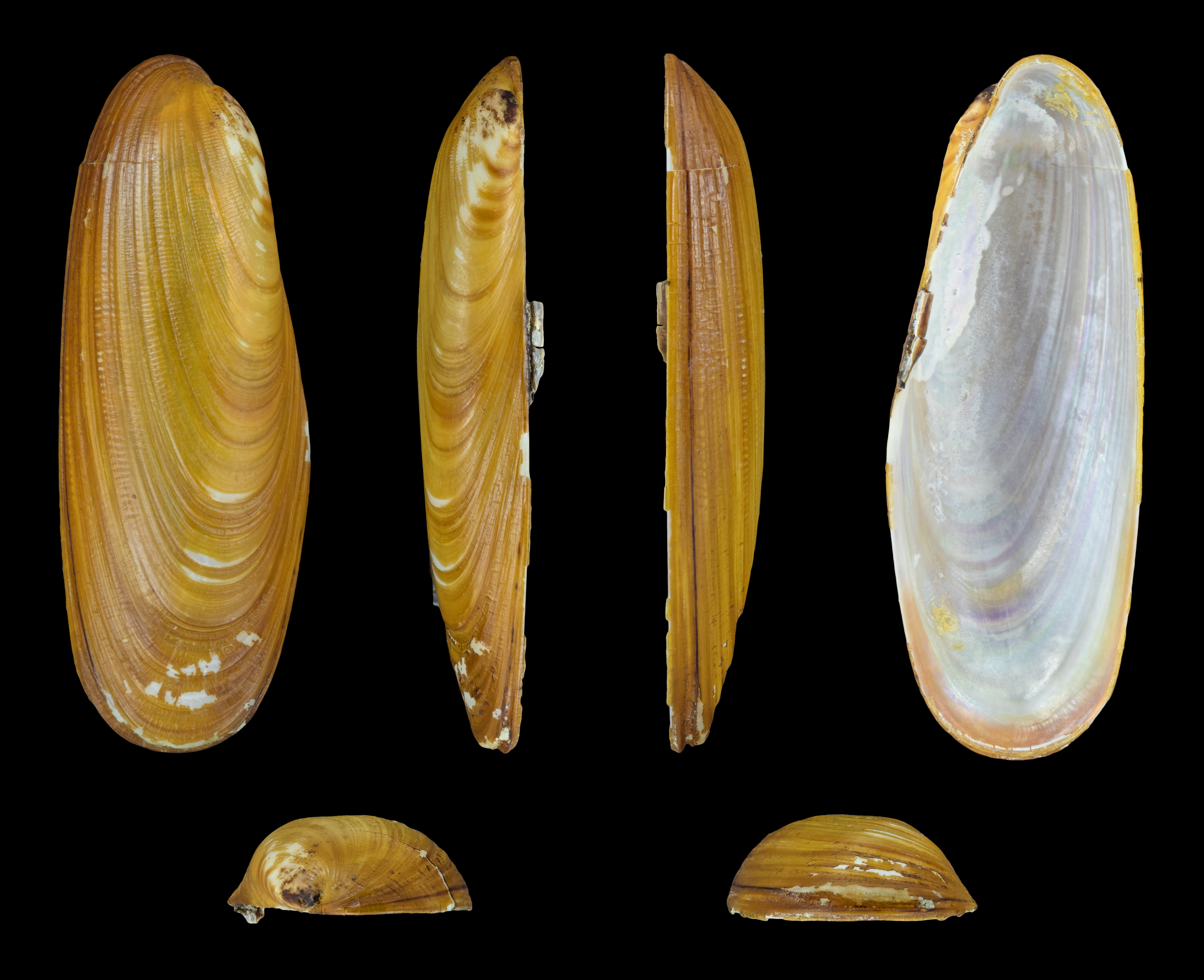
Linke Klappe

## Geographische Verbreitung. Lebensraum und Lebensweise
Die Steindattel kommt an den Küsten des östlichen Atlantiks von der Iberischen Halbinsel bis zum Senegal einschließlich der Küstenbereiche des Mittelmeeres vor. Auch die im Roten Meer lebende Population von Lithophaga wird der Art Lithophaga lithophaga zugerechnet.
Die Tiere bohren mit Hilfe eines vom Mantel ausgeschiedenen Sekretes in Kalkstein. Die keulenförmigen Höhlungen kommen von der Niedrigwasserlinie bis in etwa 100 Meter Wassertiefe vor. Sie ernähren sich von Plankton, das sie mit Hilfe der Kiemen aus dem Wasser filtrieren. Sie verlassen die selbst gebohrten Höhlungen zeitlebens nicht mehr.

## Entwicklung
Die Tiere werden nach etwa zwei Jahren geschlechtsreif. Die zu diesem Zeitpunkt etwa 2 bis 3 cm langen Tiere produzieren noch eine deutlich kleinere Anzahl von Eiern als erwachsene Tiere. Die Zahl der Eier, die sich in den Gonaden in einer Saison bilden, beträgt ca. 120.000 bis zu 4,5 Millionen. Die Eier haben einen Durchmesser von 82 bis 135 µm (Mittel: 102 ± 12  µm). Die Geschlechtsprodukte werden im östlichen Mittelmeer ab Juli in das freie Wasser abgegeben, wo die Befruchtung stattfindet. Unter Laborbedingungen bildete sich bereits nach fünf Minuten das Blastula-Stadium. 15 Minuten nach der Befruchtung wurde die Gastrula gebildet, und die Trochophora-Larve war nach etwa 15 Stunden ausgebildet. Am Ende des Trochophora-Stadium bildete sich der Prodissoconch I. Dieser ist D-förmig, mit einem geraden Dorsalrand und einem fast halbrund bewölbten Ventralrand. Er hat eine Länge von 105 µm und eine Höhe von 100 µm. Ab einer Länge von 130 µm erschien ein erster Ansatz des Wirbels.
Nach 32 Stunden wandelten sich die Trochophora-Larven in Veliger-Larven um. Nach fünf bis sechs Tagen wird der Wirbel (Umbo) ausgeformt und die Bildung des Prodissoconchs II beginnt, sichtbar durch die Anwachslinien. Das Provinculum (Vorstufe des Schlosses) der Veliger-Larve hat 12 bis 13 kleine Zähnchen im mittleren Bereich, sechs bis sieben Zähnchen im vorderen Bereich und sieben, etwas größere Zähnchen im hinteren Bereich des Provinculums. Die Pediveliger-Larve hat im zentralen Teil des Provinculums, das nun etwa 250 µm misst 15 Zähnchen; bei dieser Größe erscheint das erste Ligament. Zum Zeitpunkt der Metamorphose misst das Larvalgehäuse (Prodissoconch I + II) 270 bis 380 µm. Die Zahl der Zähnchen im zentralen Bereich des Provinculums steigt auf 17 bis 18 Zähnchen an. Bei einer Gehäuselänge von 490 µm erschienen im hinteren Bereich zwei große Lateralzähne, im zentralen Teil des Provinculum nimmt die Zahl der Zähnchen auf 20 bis 21 zu. Die Steindattel kann ein Alter von über 50 Jahren erreichen.

## Taxonomie
Das Taxon wurde 1758 von Carl von Linné als Mytilus lithophagus aufgestellt. Es ist de facto die Typusart der Gattung Lithophaga Röding, 1798, da die formale Typusart, Lithophaga mytuloides Röding, 1798 (durch Monotypie) ein jüngeres Synonym von Mytilus lithophagus Linné, 1758 ist.

## Die Steindattel als Meeresfrucht
Die Steindattel wurde früher entlang der Mittelmeerküsten intensiv gesammelt und gegessen. Das Sammeln der Steindattel ist aber nur durch das Zertrümmern der Kalksteine, in die sich Muscheln eingebohrt haben, möglich. Dies führte in der jüngeren Vergangenheit zu einer intensiven Zerstörung der felsigen Küstenhabitate unmittelbar unter dem Meeresspiegel. Die anschließende starke Beweidung durch Seeigel verhindert, dass die Habitate schnell wieder durch die Steindattel besiedelt werden.

## Schutz
Aufgrund der früheren starken Sammeltätigkeit und der damit verbundenen Zerstörungen der felsigen Habitate knapp unter der Wasserlinie ist die Steindattel heute in den Ländern der Europäischen Union geschützt.

## Indikator für frühere Meeresspiegelstände
Die Höhlungen werden fossil auch als Gastrochaenolites bezeichnet. Sie dienen in den Geowissenschaften zur Bestimmung von früheren Meeresspiegelständen, da die Bohrlöcher sehr konzentriert in nur wenigen Metern unterhalb der Wasserlinie gebildet werden. Die Bohrlöcher sind jedoch nicht typisch für eine Art, sondern ganz allgemein für bohrende Miesmuscheln der Gattung Lithophaga und verwandte Gattungen.

## Belege